# Camptochaete fallax
Camptochaete fallax là một loài Rêu trong họ Lembophyllaceae. Loài này được (Renauld & Cardot) Renauld mô tả khoa học đầu tiên năm 1899.